# Šalov
Šalov (bis 1927 slowakisch „Malý Šalov“ oder „Šarlušky“; ungarisch Garamsalló – 1888–1907 Garamkissalló – bis 1888 Kissalló) ist eine Gemeinde im Westen der Slowakei mit 359 Einwohnern (Stand 31. Dezember 2024), die zum Okres Levice, einem Teil des Nitriansky kraj, gehört.

## Geographie
Die Gemeinde befindet sich im Osten des slowakischen Donautieflands im Südteil des Hügellands Ipeľská pahorkatina am Flüsschen Perec im Tal des unteren Hron. Das Ortszentrum liegt auf einer Höhe von 157 m n.m. und ist 12 Kilometer von Želiezovce sowie 29 Kilometer von Levice entfernt.
Nachbargemeinden sind Sikenica (Ortsteil Trhyňa) im Norden, Lontov und Ipeľský Sokolec im Nordosten, Bielovce im Osten, Pastovce im Südosten, Malé Ludince im Süden, Hronovce im Westen und Želiezovce im Nordwesten,.

## Geschichte
Das Gemeindegebiet wurde in der Jungsteinzeit besiedelt, archäologischen Untersuchungen zufolge gab es hier eine Siedlung der Linearbandkeramischen Kultur sowie Funde aus der Bronzezeit.
Šalov wurde zum ersten Mal 1280 als Sorlou schriftlich erwähnt und war zuerst Gut des Geschlechts Hont-Pázmány und später Bestandteil der Herrschaft Želiezovce. 1600 standen 34 Häuser, 1715 gab es 47 Haushalte, fünf Jahre später schon 55, 1828 zählte man 164 Häuser und 987 Einwohner, die als Landwirte und Winzer beschäftigt waren. Bis zum 19. Jahrhundert besaß das Geschlecht Esterházy die Ortsgüter, bis zum 20. Jahrhundert auch der Graf Breuner.
Bis 1918 gehörte der im Komitat Hont liegende Ort zum Königreich Ungarn und kam danach zur Tschechoslowakei beziehungsweise heute Slowakei. Auf Grund des Ersten Wiener Schiedsspruchs lag er 1938–1945 noch einmal in Ungarn.

## Bevölkerung
| Jahr                | 1994 | 2004    | 2014     | 2024    |
| ------------------- | ---- | ------- | -------- | ------- |
| Anzahl der Personen | 407  | 426     | 379      | 359     |
| Unterschied         |      | +4,66 % | −11,03 % | −5,27 % |

| Jahr                | 2023 | 2024    |
| ------------------- | ---- | ------- |
| Anzahl der Personen | 355  | 359     |
| Unterschied         |      | +1,12 % |

Nach der Volkszählung 2011 wohnten in Šalov 381 Einwohner, davon 237 Magyaren, 97 Slowaken, 41 Roma und zwei Tschechen. Vier Einwohner machten keine Angabe zur Ethnie.
247 Einwohner bekannten sich zur römisch-katholischen Kirche, 85 Einwohner zur reformierten Kirche, sieben Einwohner zur Evangelischen Kirche A. B., sechs Einwohner zu den christlichen Gemeinden, vier Einwohner zur griechisch-katholischen Kirche, zwei Einwohner zu den Mormonen sowie jeweils ein Einwohner zu den Zeugen Jehovas und zur evangelisch-methodistischen Kirche. 17 Einwohner waren konfessionslos und bei 11 Einwohnern wurde die Konfession nicht ermittelt.

## Bauwerke
- reformierte (calvinistische) Toleranzkirche aus dem Jahr 1896[6]